# Basoko
Basoko är en ort i Kongo-Kinshasa, huvudort i territoriet med samma namn.   Den ligger i provinsen Tshopo, i den centrala delen av landet, 1 100 km nordost om huvudstaden Kinshasa.